# Inceneritori in Italia

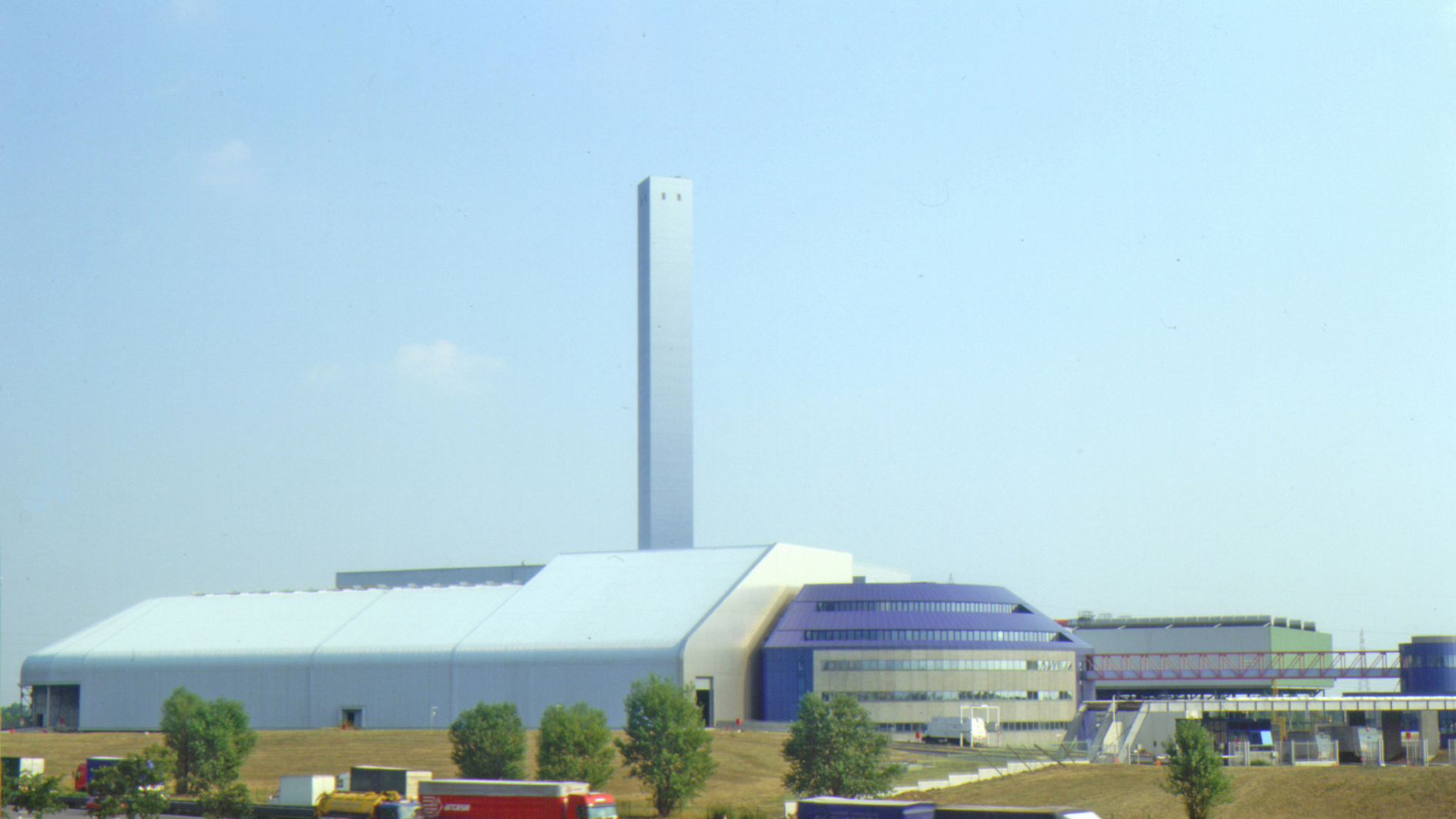
Termovalorizzatore di Brescia

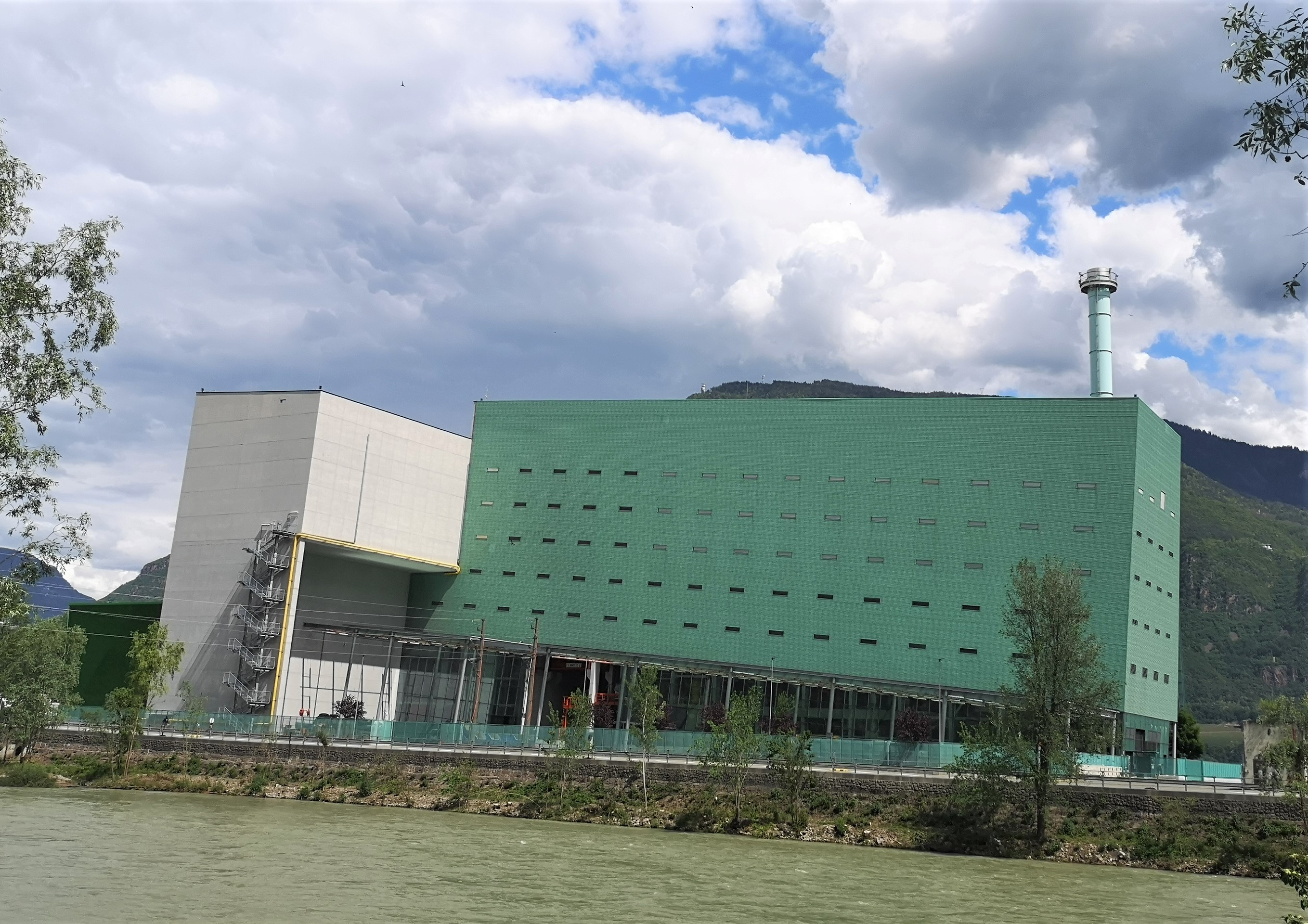
Inceneritore e termovalorizzatore a Bolzano

In Italia l'incenerimento dei rifiuti è una modalità di smaltimento minoritaria, ma nella media dei paesi europei. Dei 54 impianti complessivi sono in attività 40 impianti (2022), per la stragrande maggioranza situati nelle regioni del nord e in Toscana. Nel corso degli anni la quantità dei rifiuti urbani inviati all'incenerimento è aumentata, passando da 2,5 milioni di tonnellate (2001) a 5,5 milioni di tonnellate (2012): la maggior parte (circa il 70%) dei rifiuti italiani viene incenerita in impianti del Nord.
A Brescia, in prossimità della città, c'è uno degli inceneritori più grandi d'Europa (circa 750.000 tonnellate l'anno: il triplo di quello di Vienna) che soddisfa da solo circa un terzo del fabbisogno di calore della città (1.100 GWh/anno). Recupera dai rifiuti circa 600 gigawattora elettrici e 750 gigawattora termici l'anno.
L'inceneritore di Brescia, nonostante sia stato coinvolto in due violazioni di direttive europee, delle quali una a livello nazionale riguardante il CIP 6, sfociate anche in una condanna da parte dell'Unione europea, nell'ottobre 2006 è stato proclamato «migliore impianto del mondo» dal WTERT Archiviato il 28 gennaio 2020 in Internet Archive. (Waste-to-Energy Research and Technology Council), un'associazione formata da tecnici, scienziati e industrie di tutto il mondo.
Da notare che la produzione di RSU della provincia di Brescia è minore della capacità dell'impianto, per cui per far funzionare a pieno regime i forni devono essere reperite circa 200.000 tonnellate l'anno di rifiuti di altra provenienza e/o tipo, costituiti da biomasse.
L'inceneritore di Brescia ha un rendimento del 26% in produzione elettrica e del 58% in calore per teleriscaldamento, con un indice di sfruttamento del combustibile dell'84%.
L'inceneritore di Brescia produce circa 105.000 tonnellate di scorie, che vengono in buona parte (nel 2011 il 100%) riciclate come materiali grazie al recupero di alcuni tipi di metalli (ferro, alluminio, rame, piombo e zinco) e di inerti utilizzabili nell'edilizia. Solo una percentuale ridotta (0% nel 2011 e comunque negli anni precedenti andava a sostituire ghiaia, materiale più pregiato) finisce in discarica.
A Trezzo sull'Adda, in provincia di Milano, c'è uno dei più moderni inceneritori in esercizio in Europa.
Nel resto del settentrione sono diffusi principalmente piccoli impianti a scarso livello tecnologico con basso rendimento, per i quali sono necessari dei rammodernamenti (come a Valmadrera e Cremona).
Tuttavia, anche impianti ristrutturati e "adeguati" di recente, presentano a volte emissioni fuori norma: nel gennaio 2008 l'inceneritore di Terni (ristrutturato nel 1998) è stato posto sotto sequestro preventivo perché i gestori (la società ASM), avrebbero nascosto emissioni gassose e nelle acque di scarico pesantemente fuori norma, con alte concentrazioni di mercurio, cadmio, diossine, acido cloridrico. Sarebbero inoltre stati bruciati in più occasioni persino rifiuti radioattivi di origine ospedaliera e non solo.
A Colleferro è stato posto sotto sequestro l'impianto, mentre l'impianto di Brindisi è stato chiuso in seguito a un filone che vedeva oggetto di inchiesta la manomissione dei sistemi di controllo delle emissioni. Per lo stesso motivo è stato fermato l'inceneritore del Pollino a Pietrasanta.
L'impianto BSB di Noceto, nato dalla collaborazione fra CIAl (Consorzio Imballaggi Alluminio) e Bsb Prefabbricati, tratta le scorie provenienti dagli inceneritori gestiti dalle società Silea S.p.A. (impianto di Lecco) e Hera (impianti di Rimini, Ferrara, Forlì, Ravenna) con 30.000 tonnellate di scorie l'anno da cui si ricavano 25.000 tonnellate (83%) di materiale destinato alla produzione di calcestruzzo, 1.500 tonnellate (5%) di metalli ferrosi e 300 tonnellate (1%) di metalli non ferrosi di cui il 65% di alluminio. Infine, circa l'11% delle scorie non può essere recuperato.
Le scorie e le ceneri vengono caricate su un nastro trasportatore; i rottami ferrosi più consistenti sono subito raccolti, quelli più piccoli vengono rimossi poi con un nastro magnetico. Appositi macchinari separano dal resto i rimanenti metalli a-magnetici (prevalentemente alluminio); tutto il resto, miscelato con opportune dosi di acqua, inerti, cemento e additivi, e reso così inerte, va a formare calcestruzzo subito adoperato per la produzione di elementi per prefabbricati. Con un trattamento di questo genere, si riduce la necessità della discarica in seguito al trattamento nell'inceneritore in quanto ultimo anello della catena di gestione dei rifiuti, dal momento che le scorie pesanti risultano praticamente costituite solamente da sostanza organica o coke incombusti in ragione di una percentuale variabile dal 3,5% al 10-15%.

## Elenco
Di seguito viene riportato un elenco degli inceneritori in Italia.
| Regione               | Numero impianti | Provincia            | Comune                    | Azienda                                               | Situazione        | Note          |
| --------------------- | --------------- | -------------------- | ------------------------- | ----------------------------------------------------- | ----------------- | ------------- |
| Piemonte              | 3               | Torino               | Gerbido (Torino)          |                                                       | Operativo         | [ 16 ]        |
| Piemonte              | 3               | Verbano-Cusio-Ossola | Mergozzo                  | TRM (IREN)                                            | In smantellamento | [ 17 ]        |
| Piemonte              | 3               | Vercelli             | Vercelli                  |                                                       | Chiuso            | [ 18 ]        |
| Lombardia             | 13              | Cremona              | Cremona                   | A2A                                                   | Operativo         | [ 19 ]        |
| Lombardia             | 13              | Varese               | Busto Arsizio             | Associazione Consortile dei Comuni dell'Alto Milanese | Operativo         | [ 20 ]        |
| Lombardia             | 13              | Como                 | Como                      | Acinque                                               | Operativo         | [ 21 ]        |
| Lombardia             | 13              | Monza e Brianza      | Desio                     |                                                       | Operativo         | [ 22 ]        |
| Lombardia             | 13              | Milano               | Milano                    | A2A                                                   | Operativo         | [ 23 ]        |
| Lombardia             | 13              | Milano               | Sesto San Giovanni        |                                                       | Chiuso            | [ 24 ]        |
| Lombardia             | 13              | Milano               | Trezzo sull'Adda          |                                                       | Operativo         | [ 25 ]        |
| Lombardia             | 13              | Brescia              | Brescia                   | A2A                                                   | Operativo         | [ 26 ]        |
| Lombardia             | 13              | Bergamo              | Bergamo                   | A2A                                                   | Operativo         | [ 27 ]        |
| Lombardia             | 13              | Bergamo              | Dalmine                   | REA Dalmine                                           | Operativo         | [ 28 ]        |
| Lombardia             | 13              | Bergamo              | Filago                    | A2A                                                   | Operativo         |               |
| Lombardia             | 13              | Pavia                | Corteolona e Genzone      | A2A                                                   | Operativo         | [ 29 ] [ 30 ] |
| Lombardia             | 13              | Pavia                | Parona                    | A2A                                                   | Operativo         | [ 31 ]        |
| Lombardia             | 13              | Lecco                | Valmadrera                |                                                       | Operativo         | [ 32 ]        |
| Trentino-Alto Adige   | 1               | Bolzano              | Bolzano                   |                                                       | Operativo         | [ 33 ]        |
| Veneto                | 4               | Padova               | Padova                    | AcegasApsAmga (gruppo HERA)                           | Operativo         | [ 34 ]        |
| Veneto                | 4               | Verona               | Verona                    |                                                       | Riconvertito      | [ 35 ]        |
| Veneto                | 4               | Vicenza              | Schio                     |                                                       | Operativo         | [ 36 ]        |
| Veneto                | 4               | Venezia              | Venezia                   |                                                       | Chiuso            | [ 37 ]        |
| Friuli-Venezia Giulia | 2               | Trieste              | Trieste                   | AcegasApsAmga (gruppo HERA)                           | Operativo         | [ 38 ]        |
| Friuli-Venezia Giulia | 2               | Pordenone            | Spilimbergo               |                                                       | Operativo         | [ 39 ]        |
| Emilia-Romagna        | 9               | Modena               | Modena                    | HERA                                                  | Operativo         | [ 40 ]        |
| Emilia-Romagna        | 9               | Ferrara              | Ferrara                   | HERA                                                  | Operativo         | [ 41 ]        |
| Emilia-Romagna        | 9               | Reggio Emilia        | Reggio Emilia             |                                                       | Chiuso            | [ 42 ]        |
| Emilia-Romagna        | 9               | Parma                | Parma                     | IREN                                                  | Operativo         | [ 43 ]        |
| Emilia-Romagna        | 9               | Bologna              | Granarolo dell'Emilia     |                                                       | Operativo         | [ 44 ]        |
| Emilia-Romagna        | 9               | Ravenna              | Ravenna                   |                                                       | Chiuso            | [ 45 ]        |
| Emilia-Romagna        | 9               | Rimini               | Coriano                   | HERA                                                  | Operativo         | [ 46 ]        |
| Emilia-Romagna        | 9               | Forlì-Cesena         | Forlì                     | HERA                                                  | Operativo         | [ 47 ]        |
| Emilia-Romagna        | 9               | Piacenza             | Piacenza                  | IREN                                                  | Operativo         | [ 48 ]        |
| Toscana               | 9               | Livorno              | Livorno                   |                                                       | Operativo         | [ 49 ]        |
| Toscana               | 9               | Firenze              | Campi Bisenzio            |                                                       | In smantellamento | [ 50 ]        |
| Toscana               | 9               | Firenze              | Rufina                    |                                                       | Chiuso            | [ 51 ]        |
| Toscana               | 9               | Arezzo               | Arezzo                    |                                                       | Operativo         | [ 52 ]        |
| Toscana               | 9               | Pistoia              | Montale                   |                                                       | Operativo         | [ 53 ]        |
| Toscana               | 9               | Pisa                 | Ospedaletto               |                                                       | Chiuso            | [ 54 ]        |
| Toscana               | 9               | Lucca                | Castelnuovo di Garfagnana |                                                       | Chiuso            | [ 55 ]        |
| Toscana               | 9               | Lucca                | Pietrasanta               |                                                       | In smantellamento | [ 56 ]        |
| Toscana               | 9               | Siena                | Poggibonsi                |                                                       | Operativo         | [ 57 ]        |
| Marche                | 1               | Macerata             | Tolentino                 |                                                       | Chiuso            | [ 58 ]        |
| Molise                | 1               | Isernia              | Pozzilli                  |                                                       | Operativo         | [ 59 ]        |
| Umbria                | 1               | Terni                | Terni                     |                                                       | Operativo         | [ 60 ]        |
| Lazio                 | 3               | Frosinone            | San Vittore del Lazio     |                                                       | Operativo         | [ 61 ]        |
| Lazio                 | 3               | Roma                 | Colleferro                |                                                       | Sospeso           | [ 62 ]        |
| Lazio                 | 3               | Roma                 | Malagrotta                |                                                       | Operativo         | [ 63 ]        |
| Campania              | 1               | Napoli               | Acerra                    | A2A                                                   | Operativo         | [ 64 ]        |
| Puglia                | 2               | Taranto              | Massafra                  |                                                       | Operativo         | [ 65 ]        |
| Puglia                | 2               | Foggia               | Manfredonia               |                                                       | Operativo         | [ 66 ]        |
| Basilicata            | 2               | Potenza              | Melfi                     |                                                       | Operativo         | [ 67 ]        |
| Basilicata            | 2               | Potenza              | Potenza                   |                                                       | Chiuso            | [ 68 ]        |
| Calabria              | 1               | Reggio Calabria      | Gioia Tauro               |                                                       | Operativo         | [ 69 ]        |
| Sicilia               | 0               | Messina              | Messina                   |                                                       | In smantellamento | [ 70 ]        |
| Sardegna              | 2               | Cagliari             | Capoterra                 |                                                       | Operativo         | [ 71 ]        |
| Sardegna              | 2               | Nuoro                | Macomer                   |                                                       | Sospeso           | [ 72 ]        |
| Totale                | 54              | −                    | −                         | −                                                     | −                 |               |

## Normativa

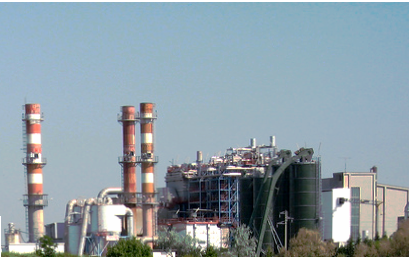
Impianto di incenerimento sito nell'area di Forlì, capace di trattare 18 t/h di rifiuti domestici.

Tutti gli impianti in funzione prevedono il recupero del calore, come richiesto dalle normative a partire dal 1997.
Secondo l'articolo 216 del testo unico delle leggi sanitarie, gli inceneritori sono classificati come fabbriche insalubri di prima classe e come tali "debbono essere isolate nelle campagne e tenute lontane dalle abitazioni".
Le nuove tecnologie permettono oggi di raggiungere valori assai elevati di abbattimento delle emissioni inquinanti, nel rispetto del Decreto Legislativo 133/2005.
Il provvedimento regola tutte le fasi dell'incenerimento dei rifiuti, dal momento della ricezione nell'impianto fino alla corretta gestione e smaltimento delle sostanze residue:
- disciplina i valori limite di emissione degli impianti di incenerimento dei rifiuti,
- i metodi di campionamento, di analisi e di valutazione degli inquinanti derivanti dagli stessi impianti,
- i criteri e le norme tecniche generali riguardanti le caratteristiche costruttive e funzionali, nonché le condizioni di esercizio degli impianti, con particolare riferimento alle esigenze di assicurare un'elevata protezione dell'ambiente contro le emissioni causate dall'incenerimento e dal coincenerimento dei rifiuti,
- i criteri temporali di adeguamento degli impianti già esistenti alle disposizioni del presente decreto;
- prevede che i cittadini possano accedere a tutte le informazioni, così da essere coinvolti nelle eventuali opportune decisioni.

## Emissioni
I limiti di concentrazione degli inquinanti imposti dalla normativa sono riferiti al metro cubo di fumi, perché i dati devono essere comparabili tra i vari impianti, cioè una grandezza intensiva.
Detto in altri termini, i limiti sono relativi alla concentrazione dell'inquinante all'emissione, ma non al flusso di massa: quindi si occupano della qualità dell'emissione, per incentivare l'adozione delle migliori tecnologie disponibili, ma non della quantità delle emissioni cioè dell'impatto complessivo sull'ambiente. Per tale motivo, le norme non garantiscono necessariamente un valore di concentrazione degli inquinanti "sicuro" in base a studi medici ed epidemiologici sull'effetto degli inquinanti, ma si riferiscono ai valori che è possibile ottenere tecnicamente con gli impianti migliori.
I limiti sulle emissioni non sono stabili ma vengono adeguati nel tempo in base alle tecnologie di abbattimento degli inquinanti disponibili sul mercato, seppure con l'inevitabile ritardo dovuto ai tempi legislativi. Spesso però tali limiti vengono richiesti solo per la costruzione di nuovi impianti, mentre agli impianti già esistenti vengono concesse lunghe deroghe.
Nonostante le normative vigenti, non sono comunque mancati casi di impianti in cui si siano rilevate alcune infrazioni per il mancato rispetto di normative o per il superamento del tonnellaggio di rifiuti inceneriti originariamente ammesso. È comunque difficile che l'accertamento di un'infrazione sfoci in provvedimenti molto severi come il sequestro dell'impianto, perché in tal caso si potrebbe creare un'emergenza rifiuti molto pericolosa. Fra febbraio e giugno del 2007, tuttavia, l'inceneritore di Trieste è stato posto sotto sequestro per il superamento dei limiti di legge riguardanti le emissioni di diossine, superiori anche di 10 volte il limite autorizzato.
L'adeguamento dei vecchi impianti alle nuove normative procede a rilento, ed è solitamente collegato agli ampliamenti degli impianti. Da ciò deriva che spesso impianti di piccole dimensioni hanno emissioni (riferite al metrocubo di fumi e non al flusso totale) maggiori di impianti più grandi.

### Valori di emissione in atmosfera e nelle acque
Per ogni tonnellata di rifiuti immessi, si ha l'emissione di circa 6000 metri cubi di fumi.
Per quanto riguarda l'Italia, i limiti di legge imposti agli inceneritori per le emissioni in atmosfera sono evidenziati nella tabella 2, in paragone – semplificato – con altri tipi di impianto presenti sul territorio (si veda il DL 133/2005 per gli inceneritori e il DL 3 aprile 2006, n. 152 per gli altri impianti):
| Valori reali di un moderno impianto |               |                                                                           |                                            |             |               |
| Inquinante                          | Incenerimento | Grandi impianti di combustione a carbone anteriori al 1988 (DM 12/7/1990) | Grandi impianti di combustione a gas nuovi | Cementifici | Silla 2, 2005 |
| Polveri totali                      | 10            | 50                                                                        | 5                                          | 50          | 0,14          |
| Anidride solforosa                  | 50            | 400                                                                       | 35                                         | 600         | 2,2           |
| NOx                                 | 200           | 200                                                                       | 100                                        | 1800-3000   | 138,7         |
| Monossido di carbonio               | 50            | 250                                                                       | –                                          | –           | 8,2           |
| Diossine e furani (ng/Nm³)          | 0,1           | 10                                                                        | –                                          | 10          | 0,0147        |
| Metalli pesanti                     | –             | 10                                                                        | –                                          | 5           | –             |
| Piombo                              | 0,5           | –                                                                         | –                                          | –           | 0,0013        |
| Cadmio                              | 0,05          | –                                                                         | –                                          | –           | 0,0003        |
| Mercurio                            | 0,05          | –                                                                         | –                                          | –           | 0,001         |

| Inquinante                        | Quantità (mg/l) |
| --------------------------------- | --------------- |
| solidi sospesi totali (polveri)   | 30 – 45         |
| mercurio                          | 0,03            |
| cadmio                            | 0,05            |
| tallio                            | 0,05            |
| arsenico                          | 0,15            |
| piombo                            | 0,2             |
| cromo                             | 0,5             |
| rame                              | 0,5             |
| nichel                            | 0,5             |
| zinco                             | 1,5             |
| diossine e furani                 | 0,3 (ng/l)      |
| idrocarburi policiclici aromatici | 0,2 (ng/l)      |

I "valori reali di un moderno impianto" sono il risultato dell'applicazione delle migliori tecnologie disponibili (BAT, Best Available Technology) la cui applicazione costituisce un onere non indifferente nella costruzione e gestione degli impianti e può essere imposta in fase di autorizzazione dell'impianto: anche per quanto riguarda gli altri impianti citati vale la stessa regola per cui possono essere imposti specifici limiti minori; allo stesso modo possono fino al 1º gennaio 2008 (o 2010) essere motivatamente consentiti limiti superiori ai valori di legge per polveri e ossidi di azoto nell'ambito di alcune restrizioni.
Le emissioni di sostanze tossiche persistenti (in particolare diossine, furani) seppur entro i limiti di legge, sono da considerarsi comunque significative se sono protratte nel tempo nello stesso luogo: lo stesso DL 152/2006 evidenzia questo fatto per chiarire i limiti particolarmente severi su queste sostanze in impianti dalla lunga vita operativa.
Per quanto riguarda l'emissione di gas serra (in particolare CO2), si veda più avanti.
Le emissioni di un inceneritore non si limitano all'atmosfera, ma si estendono anche alle acque reflue degli impianti: il DL 133/2005 fissa valori massimi anche in questo ambito, riferiti al litro d'acqua scaricata.
A partire dagli anni ottanta, visto l'inasprimento delle leggi, si è affermata l'esigenza di rimuovere i macroinquinanti presenti nei fumi della combustione (ad esempio ossido di carbonio, anidride carbonica, ossidi di azoto e gas acidi come l'anidride solforosa e l'acido cloridrico), i microinquinanti (metalli pesanti, diossine ecc.) e di perseguire un più efficace abbattimento delle polveri.
| Inquinante               | Gassificazione (Thermoselect/ Kawasaki) | Pirolisi + vetrificazione (Mitsui R21, Siemens) | Incenerimento: migliore tecnologia disponibile | Incenerimento: Silla 2 |
| ------------------------ | --------------------------------------- | ----------------------------------------------- | ---------------------------------------------- | ---------------------- |
| Polveri totali           | 0,2                                     | <0,05                                           | <1 o 1-5                                       | 0,14                   |
| TOC                      | 2                                       | <1                                              | <2                                             | n.d.                   |
| HCl                      | <0,2                                    | <0,5                                            | 1-8                                            | 5,8                    |
| HF                       | <0,1                                    | <0,05                                           | <1                                             | n.d.                   |
| Anidride solforosa       | <1                                      | <0,7                                            | <5                                             | 2,2                    |
| NOx                      | <10                                     | n.d.                                            | 120-180                                        | 138,7                  |
| CO                       | <3                                      | <2,3                                            | 5-30                                           | 8,2                    |
| Cd e Tl                  | <0,002                                  | <0,002                                          | <0,001                                         | 0,0003 (Cd)            |
| Hg                       | 0,007                                   | 0,006                                           | <0,001                                         | 0,001                  |
| Metalli pesanti          | <0,04                                   | <0,05                                           | <0,05                                          | n.d.                   |
| Diossine (PCDD/PCDF)     | <0,02                                   | <0,005                                          | <0,05                                          | 0,0147                 |
| Nm³ fumi su t di rifiuto | 3 130                                   | 3 470                                           | 3 950-4 800                                    | n.d.                   |

Dal confronto tra le emissioni indicate in tabella 4, relative ai diversi trattamenti termici dei rifiuti effettuati tramite impianti del tipo indicato, è possibile trarre alcune significative conclusioni, riguardo agli impianti specifici considerati (le tecnologie di gassificazione e pirolisi sono molto variabili). Le emissioni di polveri sono minori nel caso della pirolisi e della gassificazione; in particolare, a causa delle temperature di esercizio non particolarmente elevate, risulta significativa la forte diminuzione legata alla pirolisi e che soprattutto è dovuta alla minore formazione di nanopolveri. Le emissioni gassose risultano molto minori nel caso dei processi di gassificazione/pirolisi (notevole soprattutto il dato sugli ossidi di azoto, anche qui correlato alle minori temperature), mentre la quantità di metalli pesanti prodotti è simile, anche se la gassificazione e la pirolisi tendono ad emettere un maggior quantitativo di mercurio. Infine, degna di nota è la bassa emissione di diossine legata alla pirolisi e imputabile alla scissione subita, con formazione di composti caratterizzati da minore peso molecolare.

#### Le polveri
Gli inceneritori, e in generale qualsiasi processo di combustione di combustibili solidi e liquidi, rilasciano nell'aria polveri sottili. Indicativamente, per un inceneritore, considerando una produzione di fumi di 6000 m³/t di rifiuti e il limite giornaliero di 10 mg/Nm³, l'emissione è di 60 grammi/t.
Tuttavia, questa è un'indicazione solo quantitativa: molto importante è anche l'aspetto qualitativo cioè la finezza delle polveri emesse (PM10, PM2,5 ecc.). In genere più sono alte le temperature di combustione e più aumenta la finezza delle polveri. Tali polveri sottili sono nocive a causa delle loro piccole dimensioni e del fatto che con sé trasportano, tramite fenomeni chimico-fisici quali l'adsorbimento, materiali tossici e nocivi residui della combustione, come idrocarburi policiclici, policlorobifenili, benzene, metalli pesanti e diossine, pericolosi perché persistenti e accumulabili negli organismi viventi.
Gli inceneritori contribuiscono all'emissione antropica di polveri fini e ultrafini in aree urbane, motivo per cui tali emissioni sono sotto osservazione per valutarne l'importanza relativa rispetto alle altre fonti (naturali o antropiche), non ancora del tutto chiarita. Anche per via delle recenti preoccupazioni sulle nanopolveri gli inceneritori sono visti con sospetto sia da alcuni ricercatori che da parte dell'opinione pubblica, mentre altri li considerano sostanzialmente innocui.
Uno studio per la Provincia di Bolzano nel 2007 ha misurato la concentrazione di particelle di diametro compreso tra i 5,5 e i 350 nanometri (quindi polveri cosiddette "ultrafini") in vari punti, trovando valori di 10-20000 particelle per centimetro quadrato nei pressi dell'autostrada, 5-7000 al camino dell'inceneritore, 5-10000 nel punto di massima ricaduta delle sue polveri e 5000 in una zona non antropizzata. Si noti che i dati sono espressi in numero di particelle per unità di superficie e quindi non secondo il classico rapporto grammi di polvere per volume d'aria. Questo perché, data la finezza di tali polveri è inutile "pesarle". Del resto questo genere di problematiche è emerso relativamente di recente e non sono state ancora stabilite dalla legge delle regole di determinazione quantitativa.
Infatti, la legge italiana e le norme europee pongono limiti di qualità dell'aria solamente riferiti al PM10 (polveri di diametro aerodinamico inferiore 10 micrometri cioè 10000 nanometri), quantificando il limite medio massimo di tali polveri sottili nell'aria in 50 microgrammi/m³ (milionesimi di grammo per metrocubo d'aria). I limiti relativi alle emissioni degli inceneritori (e degli altri impianti industriali) sono ancora meno accurati: non considerano per niente la finezza delle polveri, ma solo il peso totale di 10 milligrammi/m³ (millesimi di grammo al metro cubo di fumi). Ad oggi, l'unico ambito in cui i limiti di emissione sono imposti sul PM10 è quello dei veicoli (si vedano le norme Euro3 ed Euro4).

#### Diossine e furani

Struttura molecolare della TCDD, la più tossica fra le Diossine

Il bilancio di materia di un impianto di incenerimento nella prassi gestionale odierna.

Le diossine ed i furani sono tossici, cancerogeni e mutageni per l'organismo umano. Sono poco volatili per via del loro elevato peso molecolare e sono solubili nei grassi. Proprio per quest'ultimo motivo tendono ad accumularsi nella catena alimentare e quindi anche nell'organismo umano, per cui anche un'esposizione a livelli minimi ma prolungata nel tempo può recare gravi danni all'atmosfera o alla salute del singolo. La soglia minima di sicurezza per tali sostanze è ancora oggetto di investigazione scientifica; i limiti imposti dalla UE sulle emissioni sono di 0,1 nanogrammi/m³ (miliardesimi di grammo per metro cubo di fumi: sulle leggi valgono le considerazioni precedenti, all'inizio del paragrafo)
Le sorgenti delle diossine sono varie e hanno avuto molte variazioni nel corso degli anni, ed è difficile quantificarne esattamente la rilevanza relativa: gli inceneritori sono comunque una delle fonti maggiori, e debbono quindi essere tenuti sotto accurata osservazione.
Le prime ipotesi suggerivano, per quanto concerne la produzione di microinquinanti nei processi di termocombustione, che le diossine si originassero da composti organici clorurati più semplici, formatisi a loro volta dalla combustione di materiale organico in presenza di cloro. Il primo sarebbe derivato dalle plastiche o dalla pirolisi della lignina o delle sostanze contenute nel residuo vegetale, mentre il secondo dalla presenza di cloruri o di composti organici clorurati.
Questo suggerì che fossero le plastiche contenti PVC la causa principale di formazione di diossina, anche se non sono comunque l'unica componente contenente cloro nei rifiuti solidi urbani, essendo presente anche nella carta e nei rifiuti alimentari.
Un'altra misura introdotta fu l'impiego di reagenti basici (carbonato o idrossido di calcio) per rimuovere l'acido cloridrico formatosi nella camera di combustione.
Solo in seguito si stabilì che le diossine si originano su superfici di scambio termico a 300-400 °C sulle quali si siano accumulati residui incombusti di natura carboniosa ed in presenza di cloruro di rame.
Per ridurre l'emissione di vari inquinanti fra cui la diossina, negli inceneritori è vietato (per legge) che i fumi scendano sotto gli 850 °C, che è poi il motivo per cui gli inceneritori non possono accettare materiale dal potere calorifico troppo basso oppure devono integrare la combustione con metano.
L'obiettivo di minimizzare le emissioni di diossine contrasta in parte con il recupero dell'energia, in quanto un'elevata temperatura di combustione e un veloce raffreddamento dei fumi (condizioni ideali per ridurre la formazione di diossina) sono incompatibili con una massima efficienza nel recupero dell'energia termica.
Gli impianti tecnologicamente più avanzati presentano un elevato grado di efficienza tale da contenere le emissioni a livelli significativamente inferiori al limite di legge ma bisogna considerare che la legge impone solo delle misurazioni periodiche e non continue sulla produzione di diossina, e che solo in pochissimi impianti italiani è tenuta sotto costante controllo.
Inoltre, le misurazioni, necessarie solo ad assicurare il rispetto della legge, spesso non sono precise e non servono a conoscere l'effettiva emissione in atmosfera. Ad esempio, in inceneritori come quello di Brescia la concentrazione di diossina nei fumi può essere abbastanza bassa da risultare non rilevabile dagli strumenti adottati (a Brescia la soglia di misurabilità è di 0,0001 ng/Nm³ di fumi, ovvero circa 5 ng/t di rifiuti). (I valori in emissione variano tra 0,0001 e 0,005 ng/Nm3, quindi l'emissione giornaliera data un'emissione di circa 13 milioni di m3/giorno sarebbe pari a 1.300 - 65.000 ng/giorno). Le concentrazioni di diossina e degli altri microinquinanti organici come IPA e PCB nelle emissioni dell'inceneritore sono dello stesso ordine di grandezza (per le diossine di poco superiori, per PCB e IPA inferiori) delle concentrazioni di fondo presenti nell'aria esterna. Quindi complessivamente non si aggiungono microinquinanti organici all'aria, mentre vengono distrutti quelli già presenti nei rifiuti in ingresso all'impianto.
Gli inceneritori rilasciano diossina non solo nell'atmosfera attraverso i fumi, ma anche nella terra e nell'acqua: le diossine sono presenti nelle scorie e nei residui solidi o liquidi del filtraggio dei fumi, e possono diffondersi per percolazione nel luogo di deposito di tali rifiuti o per dispersione delle acque di lavaggio delle zone di inquinate.
La quantità di diossina nelle scorie – secondo misurazioni del DETR, Dipartimento inglese per l'ambiente – è di circa 12-72 nanogrammi/kg; il miglioramento tecnologico ha ridotto notevolmente l'emissione complessiva di diossina, tuttavia i sistemi di filtraggio più sono efficienti più concentrano le diossine prodotte nei loro residui: nei residui del filtraggio dei fumi attraverso precipitatori elettrostatici delle polveri (circa 30 kg/t di rifiuti) in passato la concentrazione era elevatissima, fra i 6600 e i 31100 ng/kg; negli impianti recenti è di 810-1800 ng I-TEQ/kg (quindi circa 24,3-54 ng diossina/t rifiuti) e 680-12200 ng I-TEQ/kg nei fanghi dalle torri di lavaggio dei fumi (circa 10–15 kg/t di rifiuti, quindi circa 8,5-152,5 ng diossina/t rifiuti).
Uno dei principali motivi della differenza tra i risultati dei diversi studi risiede nel diverso arco temporale in cui questi si sono svolti, infatti il fattore di emissione delle diossine da incenerimento si è ridotto di circa 50 volte negli ultimi 15 anni, quindi chiaramente studi degli anni novanta forniscono dati notevolmente diversi da quelli più recenti.

### Gas serra
La valutazione dell'emissione effettiva di gas serra da parte degli inceneritori è questione controversa.
Se da un lato l'emissione al camino è quantificabile (~1400 kg/t, si veda oltre), per una valutazione completa dell'influenza sulle emissioni globali di anidride carbonica bisognerebbe considerare in primo luogo il tipo di rifiuti (organici o no, pretrattati o indifferenziati ecc.), le altre possibili modalità di smaltimento dei rifiuti residui, nonché la produzione di CO2 media usata per calcolare le emissioni evitate, ecc.
Un confronto fra il bilancio totale di CO2 derivante dall'uso dell'inceneritore (termoutilizzatore) e di una discarica priva di sistemi per la captazione di biogas, per lo smaltimento di rifiuti urbani è stato presentato nel 2005 dall'Università di Firenze.
In base a questo studio, statisticamente per una tonnellata di rifiuto urbano incenerito si deve considerare una produzione di 1402 kg di CO2 (per combustione), un risparmio di 554 kg di CO2 ottenuto col recupero energetico (verrebbero emessi producendo la stessa energia con fonti fossili), altri 910 kg di anidride carbonica assorbita in origine dalla componente rinnovabile, per un bilancio totale negativo di contributo di 62 kg di CO2 sottratti ai gas serra. Questo sempre che vengano realmente bruciate solamente biomasse e non materiali di origine fossile (plastiche ecc.)
Viceversa una discarica produrrebbe per fermentazione della componente organica circa 56 kg/t di metano (gas serra circa 21 volte più potente della CO2, e quindi equivalenti a 1181 kg/t di CO2) oltre a 295 kg/t di CO2; di contro, il carbonio sequestrato in origine dalla componente organica, non trasformato in anidride carbonica durante la fermentazione, equivarrebbe ad un sequestro di 591 kg/t di CO2. Si otterrebbe quindi un bilancio totale positivo di 886 kg di CO2 al contributo dei gas serra.
Secondo questo studio la produzione di CO2 sarebbe quindi nettamente maggiore per una discarica di rifiuti indifferenziati che per un inceneritore. Questa procedura di valutazione ed i suoi risultati sono stati utilizzati per valutare il progetto dell'inceneritore di Torino.
Va tuttavia rilevato che questo tipo di analisi non considera che le discariche controllate abbinate agli impianti di preselezione (TMB) e/o compostaggio con produzione di biogas permettono il recupero del metano di fermentazione (i sopra citati 1181 kg/t equivalenti di CO2) riducendo drasticamente le emissioni di gas serra della discarica: inserendo questa componente nel confronto, la discarica avrebbe emissioni di CO2 nettamente inferiori ad un inceneritore, ribaltando il risultato dello studio.
Occorre quindi sottolineare che questi confronti e considerazioni riguardanti il recupero energetico e la riduzione dei gas serra sono forzatamente solo indicativi e facilmente manipolabili, poiché in funzione dei tipi di impianti, rifiuti e trattamenti considerati, le conclusioni possono essere radicalmente diverse.

## Incentivi
In Italia, i costi dello smaltimento dei rifiuti tramite incenerimento sono indirettamente sostenuti dallo Stato sotto la forma di incentivi alla produzione di energia elettrica: infatti questa modalità di produzione era considerata (sebbene in violazione delle normative europee in materia), come da fonte rinnovabile (assimilata) alla stregua di idroelettrico, solare, eolico e geotermico.
Le modalità di finanziamento sono due, correlate ma diverse:
1. pagamento maggiorato dell'elettricità prodotta per 8 anni (incentivi cosiddetti CIP 6);
2. riconoscimento di "certificati verdi" che il gestore dell'impianto può rivendere (per 12 anni).

### Incentivi CIP 6

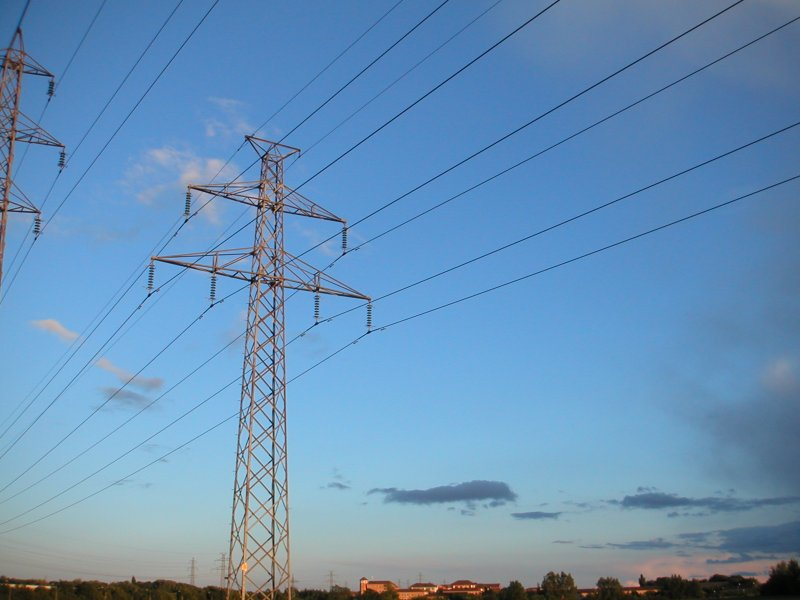
Il Gestore Servizi Elettrici compra ad un prezzo maggiorato l'elettricità prodotta dagli inceneritori, in quanto in Italia è ritenuta "energia assimilata alle rinnovabili", contrariamente alle disposizioni europee in materia.

Per quanto riguarda gli incentivi CIP 6 (circolare nº 6/1992 del Comitato Interministeriale Prezzi), chi gestisce l'inceneritore – per otto anni dalla sua costruzione – può vendere al GSE (la società cui è affidato il compito di assicurare la fornitura di energia elettrica italiana) la propria produzione elettrica a un costo circa triplo rispetto a quanto può fare chi produce elettricità usando metano, petrolio o carbone.
L'importo di questo incentivo è aggiornato trimestralmente e, se nel 3º trimestre 2007 era di 54,64 €/MWh, per il 2º trimestre 2008 è cresciuto a 68,23 €/MWh e nel 3º trimestre 2010 era di 60,99 €/MWh.
I costi di tali incentivi ricadono sulle bollette degli utenti, che comprendono una tassa per il sostegno delle fonti rinnovabili. Ad esempio nel 2004 il Gestore Servizi Elettrici ha ritirato 56,7 TWh complessivi di elettricità da fonti "rinnovabili", di cui il 76,5% proveniente da inceneritori e altre fonti assimilate (fra cui il gas dai residui di raffineria), spendendo per questi circa 2,4 miliardi di euro; per il già citato inceneritore di Brescia, la società di gestione (ASM SpA, oggi A2A SpA) ha ricevuto contributi CIP 6 per circa 71 milioni di euro nel 2006 e 78 milioni nel 2007.
A titolo di confronto, nel 2006, a seguito dell'introduzione degli incentivi in conto energia per il fotovoltaico sono stati stanziati solamente 4,5 milioni di euro per 300 MW di potenza.
Sempre il CIP 6 prevede inoltre che gli impianti incentivati godano di un innalzamento della tariffa riconosciuta dal GSE per compensare eventuali spese aggiuntive per l'attuazione del protocollo di Kyoto, annullando così del tutto i benefici della riduzione delle quote gratuite di emissione da 28 a 3,5 Mt/a di CO2 prevista dal Piano nazionale di assegnazione delle emissioni (Pna) 2008-2012, in fase di approvazione, e rischiando perciò di comprometterne l'intero impianto, giacché gli impianti CIP 6 sono il settore su cui si concentra la gran parte delle riduzioni.

### Certificati verdi
Si tratta di certificati che corrispondono ad una certa quantità di emissioni di CO2: se un impianto produce energia emettendo meno CO2 di quanto avrebbe fatto un impianto alimentato con fonti fossili (petrolio, gas, carbone ecc.) perché "da fonti rinnovabili", il gestore ottiene dei certificati verdi che può rivendere a industrie o attività che sono obbligate a produrre una quota di energia mediante fonti rinnovabili ma non lo fanno autonomamente.
Il prezzo dei certificati verdi è stato pari a circa 125 €/MWh nel 2006.
Poiché gli impianti di incenerimento venivano in Italia considerati come "da fonte rinnovabile", le società che li gestiscono sono fra quelle che possono vendere i certificati verdi, ottenendo quindi questo ulteriore tipo di finanziamento.

### Il parere dell'UE e la norma italiana

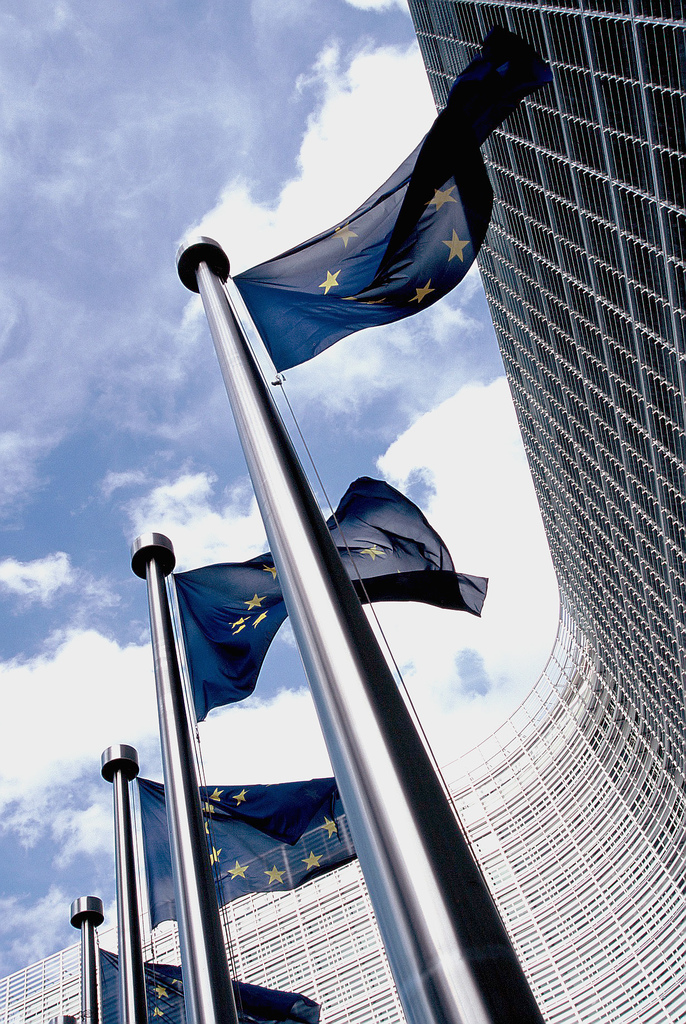
La Commissione europea ha contestato gli incentivi concessi dalla normativa italiana alle fonti "assimilate" alle rinnovabili, fra cui la combustione della frazione non biodegradabile dei rifiuti negli inceneritori.

In realtà, secondo la normativa europea, solo la parte organica dei rifiuti potrebbe essere considerata rinnovabile; la restante parte può essere considerata esclusivamente una forma di smaltimento del rifiuto, escludendo esplicitamente la valenza di "recupero".
Pertanto, la Commissione europea ha avviato una procedura di infrazione contro l'Italia per gli incentivi dati dal governo italiano per produrre energia bruciando rifiuti inorganici considerandoli "fonte rinnovabile". A tal proposito già nel 2003 il Commissario UE per i Trasporti e l'Energia, Loyola De Palacio, in risposta a un'interrogazione dell'onorevole Monica Frassoni al Parlamento Europeo, ha ribadito l'opposizione dell'Unione Europea all'estensione del regime di sovvenzioni europee previsto dalla Direttiva 2001/77 per lo sviluppo delle fonti energetiche rinnovabili all'incenerimento delle parti non biodegradabili dei rifiuti. Queste le affermazioni testuali del Commissario all'energia: «La Commissione conferma che, ai sensi della definizione dell'articolo 2, lettera b) della direttiva 2001/77/CE del Parlamento europeo e del Consiglio, del 27 settembre 2001, sulla promozione dell'energia elettrica prodotta da fonti energetiche rinnovabili nel mercato interno dell'elettricità, la frazione non biodegradabile dei rifiuti non può essere considerata fonte di energia rinnovabile».
Il fatto che una legge nazionale (v. art. 17, D. Lgs. 29 dicembre 2003, n. 387.) includa, nell'atto di recepimento italiano della Direttiva 2001/77, i rifiuti tra le fonti energetiche ammesse a beneficiare del regime riservato alle fonti rinnovabili, ivi compresi i rifiuti non biodegradabili non elimina l'infrazione alla normativa europea, rendendola invece certa e palese.
Chi difende tale impostazione si richiama a una norma della direttiva comunitaria 2001/77/CE apparentemente in contraddizione con le direttive europee nel campo, la quale autorizza in deroga l'Italia a computare l'elettricità prodotta dalla quota non rinnovabile dei rifiuti nel totale dell'elettricità prodotta da fonti rinnovabili ai fini del raggiungimento dell'obiettivo del 25% di produzione rinnovabile nel 2010: proprio questa deroga nel 2006 è stata attaccata in sede di Parlamento europeo coll'emendamento (articolo 15 bis) alla legge Comunitaria 2006.
Eliminando gli incentivi agli inceneritori, si vuole ristabilire un equilibrio di trattamento tale da consentire la piena applicazione della strategia integrata di smaltimento dei rifiuti; a tale esigenza fa riscontro la necessità secondo alcuni di aumentare l'incenerimento in Italia (si veda la voce sulla gestione dei rifiuti per il ruolo dell'incenerimento nella gestione dei rifiuti).
A tale disputa si contrappone quella fra chi ritiene gli inceneritori antieconomici e chi li ritiene vantaggiosi e minimizza il ruolo degli incentivi, dicendo che il guadagno principale degli inceneritori con recupero di energia deriva dallo smaltimento dei rifiuti e non da tali incentivi: posizione apparentemente smentita dall'intensa attività di pressione politica esercitata sul Parlamento in merito alla cancellazione degli incentivi nella finanziaria 2007. Il testo dibattuto ed approvato in Parlamento, per eliminare l'infrazione alle norme europee, escludeva tutte le fonti "«assimilate»" dagli incentivi alle rinnovabile, concedendo una deroga solo agli impianti «già in funzione», mentre il testo del "maxi-emendamento" approvato con la fiducia ha concesso un'ulteriore deroga a tutti gli impianti anche solamente «autorizzati» senza che questa dicitura fosse stata concordata fra le parti.
Per regolamentare la questione il 7 febbraio 2007 è stato presentato dal Consiglio dei ministri un disegno di legge (n. 1347) passato all'esame delle Commissioni Industria e Ambiente del Senato e finalizzato a limitare gli incentivi «ai soli impianti realizzati e operativi» come originariamente previsto dalla finanziaria 2007.
La norma è stata infine approvata nella finanziaria 2008 ma nei fatti rimessa ampiamente in discussione dal Decreto 113 del 30 giugno 2008 che riapre i termini delle autorizzazioni "in deroga". e poi a fine 2009.
Sono 129 gli impianti che attualmente beneficiano del CIP 6; per 29 il periodo di incentivazione è già scaduto. Gli impianti autorizzati ma non operativi sono 16, di cui 11 sono inceneritori di rifiuti, tra cui gli inceneritori di Torino e di Roma, 4 impianti in Sicilia, 2 impianti in Campania (fra cui Acerra).
A seguito di ciò il costo dell'incenerimento dei rifiuti dovrebbe nel tempo aumentare di circa 50 €/t, facendo diventare decisamente più conveniente il riciclaggio, ma anche la discarica.

### Quadro normativo
- Direttiva 2000/76/CE del Parlamento europeo e del Consiglio, del 4 dicembre 2000, sull'incenerimento dei rifiuti, su eur-lex.europa.eu, 28 dicembre 2000. URL consultato il 1º luglio 2013.
- Decreto-legge 18 febbraio 2005, n. 59, in materia di "Attuazione integrale della direttiva 96/61/CE relativa alla prevenzione e riduzione integrate dell'inquinamento"
- Decreto-legge 11 maggio 2005, n. 133, in materia di "Attuazione della direttiva 2000/76/CE, in materia di incenerimento dei rifiuti"
- Decreto-legge 3 aprile 2006, n. 152, in materia di "Norme in materia ambientale"